# Episodi di In aller Freundschaft (seconda stagione)
La seconda stagione della serie televisiva In aller Freundschaft è stata trasmessa in anteprima in Germania da Das Erste tra il 16 agosto 1999 e il 15 maggio 2000.
| nº | Titolo originale                  | Prima TV Germania |
| -- | --------------------------------- | ----------------- |
| 1  | Die Geister, die ich rief         | 16 agosto 1999    |
| 2  | Das Damoklesschwert               | 30 agosto 1999    |
| 3  | Gestohlenes Glück                 | 6 settembre 1999  |
| 4  | Tödliche Dosis                    | 13 settembre 1999 |
| 5  | Neue Besen kehren gut             | 20 settembre 1999 |
| 6  | Was am Ende übrig bleibt          | 4 ottobre 1999    |
| 7  | Zahltag                           | 11 ottobre 1999   |
| 8  | Abseits                           | 18 ottobre 1999   |
| 9  | Ein Tag zum Feiern                | 25 ottobre 1999   |
| 10 | Jeder ist sich selbst der Nächste | 1º novembre 1999  |
| 11 | Todesangst                        | 8 novembre 1999   |
| 12 | Wenn Kinder flügge werden         | 15 novembre 1999  |
| 13 | Griechischer Wein                 | 22 novembre 1999  |
| 14 | Bitteres Ende                     | 29 novembre 1999  |
| 15 | Abschied für immer                | 6 dicembre 1999   |
| 16 | Verletzte Eitelkeit               | 13 dicembre 1999  |
| 17 | In einem Boot                     | 20 dicembre 1999  |
| 18 | Im letzten Moment                 | 3 gennaio 2000    |
| 19 | Liebe auf Zehenspitzen            | 10 gennaio 2000   |
| 20 | Ein verrücktes Paar               | 17 gennaio 2000   |
| 21 | Vater gesucht                     | 24 gennaio 2000   |
| 22 | Dreizehn rote Rosen               | 31 gennaio 2000   |
| 23 | Auf Messers Schneide              | 7 febbraio 2000   |
| 24 | Rhapsodie in Moll                 | 14 febbraio 2000  |
| 25 | Alles auf eine Karte              | 21 febbraio 2000  |
| 26 | Quarantäne                        | 28 febbraio 2000  |
| 27 | Schwer wiegende Entscheidung      | 13 marzo 2000     |
| 28 | Friedrich in Nöten                | 20 marzo 2000     |
| 29 | Ohnmacht                          | 27 marzo 2000     |
| 30 | Der Chef                          | 3 aprile 2000     |
| 31 | Zerreißprobe                      | 10 aprile 2000    |
| 32 | Stunden der Angst                 | 17 aprile 2000    |
| 33 | Das Findelkind                    | 8 maggio 2000     |
| 34 | Unschuldiges Opfer                | 15 maggio 2000    |